# Orani
Orani (sardinski: Oràne) je grad i općina (comune) u pokrajini Nuoru u regiji Sardiniji, Italija. Nalazi se na nadmorskoj visini od 523 metra i ima 2 879 stanovnika.
 Prostire se na 130,43 km². Gustoća naseljenosti je 22 st/km².
Susjedne općine su: Benetutti, Bolotana, Illorai, Mamoiada, Nuoro, Oniferi, Orotelli, Ottana i Sarule.